# Radio Reloj
Radio Reloj é uma rádio informativa de Cuba. Foi fundada em 1º de julho de 1947 em Havana. O rádio é caracterizado pelo som contínuo de um relógio de segundos, o anúncio da hora a cada minuto e a programação informativa ao vivo 24 horas por dia. Foi uma das primeiras estações de streaming da América Latina.
É uma emissora nacional, que faz parte do Sistema de Rádio Cubano, dirigido pelo Instituto Cubano de Rádio e Televisão.

## História
Às 6 horas da madrugada de 1º de julho de 1947, de um local localizado na cobertura do antigo circuito CMQ, na rua Monte e esquina do Prado, em Havana, começou a entrar no ar a Rádio Reloj. Nessa salinha inadequada, havia uma mesa, um microfone, um metrônomo e duas cadeiras. A ideia de implementar o estilo de rádio desta planta foi trazida do México para Cuba por Gaspar Pumarejo, então chefe de programação do Circuito CMQ, que soube da existência no México de uma planta, chamada XEQK que dava a hora a cada minuto , intercalando avisos comerciais pré-gravados. Pumarejo propôs a Goar Mestre, dono do CMQ, criar uma estação semelhante, mas alternando o horário com anúncios e notícias ao vivo.[carece de fontes?]

## Estilo próprio
A estação não transmite música ou gravações; o único som que pode ser ouvido quando sintonizado é o tique-taque das frequências de um relógio e a voz dos locutores. É o horário oficial e o padrão de frequência de Cuba.
O peculiar estilo radiofônico da Rádio Reloj, de oferecer informações complementadas com a passagem do tempo, minuto a minuto, 24 horas por dia, obrigava a uma brevidade de expressão que evitava o divórcio entre a palavra oral do locutor e a palavra escrita pelo editor ou repórter. As folhas de duas vozes devem ter entre 15 e 16 linhas escritas, e as de uma só voz, entre 13 e 15. Se a informação atender a esse requisito e o Locutor ler a ritmo adequado desde o início, deve ser concluído no minuto exato. Se uma informação se estender por mais de um minuto, o jornalista deve escrever ao final desta a palavra CONTINUAR, e se a notícia terminar no minuto seguinte, deve colocar a palavra CONCLUSÃO ao final do título.
Atualmente esta planta chega a todo Cuba e tem som ao vivo pela Internet, enquanto mantém uma rede de correspondentes permanentes nas 15 províncias cubanas e na Ilha da Juventude. Na Internet possui dois sites: "Radio Reloj" e "Notinet de Cuba", e seu site principal também contém um link para "Verdades de Cuba" com a atualidade. Possui uma rede nacional com 22 transmissores em onda média e outra em FM com 16 frequências.

## Ouvintes fora de Cuba
Desde seu início em 1947 até a era da Internet, a Rádio Reloj estava geralmente disponível apenas para ouvintes em Cuba; no entanto, ocasionalmente durante uma noite clara (especialmente durante os meses de inverno), o Radio Reloj pode ser ouvido em países adjacentes e geralmente tem um bom sinal ao longo de Florida Keys (de Islamorada a Key West) e em algumas partes do sudoeste da Flórida, devido a esta área estar imediatamente ao norte de Havana. Um bom exemplo de DXing da Radio Reloj foi na manhã de 21 de janeiro de 1999 à 1h20 (horário do leste), quando a estação de rádio norte-americana WMCA, licenciada em Nova York e transmitindo em 570 AM (o mesmo que Santa Clara da Radio Reloj sinal), saiu do ar para manutenção do transmissor. Depois que o sinal da portadora da WMCA caiu, a transmissão da Radio Reloj pôde ser ouvida de cima a baixo em toda a costa leste dos Estados Unidos, incluindo a cidade de Nova York, onde a WMCA origina suas transmissões.